# Byron Berline
Byron Berline (Caldwell, 6 luglio 1944 – Oklahoma City, 10 luglio 2021) è stato un violinista e mandolinista statunitense.

## Carriera
Nel corso della sua carriera ha collaborato con gruppi e artisti come i Rolling Stones, Bob Dylan, Elton John, Burt Bacharach, Dionne Warwick, i Byrds, Earl Scruggs, Willie Nelson, Bill Monroe, i Flying Burrito Brothers, Doc Watson, Guy Clark, John Denver, Gene Clark, Rod Stewart, gli Eagles, la Band, Vince Gill, Gram Parsons, Emmylou Harris, Tammy Wynette, Alabama, Mary Chapin Carpenter, Mason Williams, Stephen Stills, Bill Wyman, i Manatthan Transfers, i Doobie Brothers, Lucinda Williams, Mickey Gilley e Andy Statman.

## Discografia parziale
- 1976 – Byron Berline & Sundance
- 1977 – Dad's Favorites
- 1978 – Live at McCabes
- 1980 – Byron Berline and the L.A. Fiddle Band
- 1980 – Outrageous
- 1981 – Berline, Crary, Hickman
- 1983 – Francois Vola
- 1984 – Night Run
- 1986 – B-C-H
- 1989 – Double Trouble
- 1990 – Jumpin' the Strings
- 1995 – Fiddle and a Song
- 2005 – Flatbroke Fiddler